# 신백중학교
신백중학교(新栢中學校)는 대한민국 경기도 화성시 남양읍 남양리에 있는 공립 중학교이다.

## 학교 연혁
- 2020년 3월 1일 : 신백중학교 개교
- 2020년 3월 1일 : 초대 서미향 교장 취임
- 2020년 3월 1일 : 혁신공감학교 지정
- 2020년 3월 2일 : 개교(8학급) 및 제1회 입학
- 2021년 1월 8일 : 제1회 졸업(3명, 누계 3명)
- 2022년 3월 1일 : 혁신학교 지정
- 2023년 3월 1일 : 제3대 강진구 교장 취임
- 2024년 1월 8일 : 제4회 졸업(276명, 누계 490명)
- 2024년 3월 4일 : 제5회 입학(10학급)

## 참고 자료
- 신백중학교 - 한국교육학술정보원 학교알리미